# Dulce Guimarães
Dulce Guimarães é uma artista portuguesa.

## Carreira
Dulce Guimarães estreou-se nos palcos em Setembro de 1978 como actriz de revista. Fez parte duma “fornada” de vários nomes como Carlos Cunha, Carlos Areia, Fernando Mendes e Camacho Costa. Durante treze anos integrou o elenco de muitas revistas e comédias.
Participa na revista “Óh Zé Arreganha a Taxa” com Júlio César e Camacho Costa. Participa também na peça “Super Silva” com Raul Solnado.
Participou também em duas das primeiras telenovelas feitas em Portugal: “Origens” e “Passerelle”.
A peça "Piaf" foi a que mais prazer lhe deu, no Casino Estoril com a grande Bibi Ferreira e uma equipa enorme de muito bons actores, Carlos Quintas, Henriqueta Maya, Helena Isabel, Luís Esparteiro, Diogo Dória e muitos outros.
Em 1990 dá-se a sua passagem para o mundo da música, e a convite da editora Vidisco grava o seu primeiro CD “Casa Branca”, um disco produzido por António Pinto Basto e com instrumentistas como José Luis Nobre Costa, Francisco Gonçalves e o professor Joel Pina, com versões de onze temas de Carlos Paião.
“Casa Branca” recebeu o prémio de “Melhor Disco de Autor” atribuído pela Rádio Renascença.
“Ansiedade”, o disco seguinte, também produzido por António Pinto Basto, grava temas como “Ansiedad”, “Bom Dia Tristeza” de Isabel Pantoja ou “Estranha Loucura” de Alcione.
O nascimento do seu primeiro filho levou-a a fazer um interregno de três anos na gravação de discos. Em 1996 é o lançamento do disco “Naquela Noite”.
A Rádio renascença convida-a a apresentar um programa de três horas diárias “Estação de Serviço” que dura quase dois anos.
Em 1998 grava “Foi por Amor” disco produzido e orquestrado pelo Maestro José Marinho. É um disco mais popular com letras e músicas de António Sala, Jorge Fernando, Toy, Carlos Alberto Vidal e António Avelar de Pinho.
Seguiu-se o CD “Com Muuuito Amor“. As canções que o compõem, maioritariamente de Ricardo Landum, são de muita alegria, ritmo e por isso, contagiantes.
Chega o ano de 2003 e para assinalar os 25 anos de carreira, Dulce Guimarães edita o CD “Dulce Guimarães 25 anos”, um disco com as chamadas Melodias de Sempre, como por exemplo: “Lavadeiras de Caneças”, “Óh Zé Aperta o Laço”, “Dia da Espiga” e até a velhinha “Canção do Futebol”.
Estúpido é o disco seguinte a que se segue Beija-me boca em 2011.

## Discografia
- 1991 - Casa Branca
- 1992 - ansiedade
- 1997 - naquela noite
- 1999 - foi por amor
- 2001 - com muito amor
- 2003 - dulce canta carlos paiao
- 2004 - 25 anos de carreira
- 2005 - melodias de sempre
- 2007 - estupido
- 2011 - beija-me boca

## Teatro
- “1926 noves fora nada” - Teatro da Trindade - com Henrique Viana e Francisco Nicholson
- “Invasão” - Teatro da Trindade - opereta do empresário teatral Sérgio de Azevedo
- “Não deites Foguetes” - Parque Mayer - Camilo de Oliveira, Carlos Quintas, Ana Zanatti e Cidália Moreira.
- “Catraias e Vinho Verde” - Parque Mayer - com Carlos Coelho, Anita Guerreiro e Delfina Cruz
- “Óh Zé Arreganha a Taxa” - Parque Mayer - com Júlio César e Camacho Costa.
- “A Gravata” - Teatro Monumental - Ribeirinho, Paulo Renato e Nicolau Breyner
- “Um Coronel em dois actos” - Parque Mayer - Camilo de Oliveira e António Feio.
- “Super Silva” (dois anos em cena) - teatro Vilaret - com Raul Solnado
- “Pai Precisa-se” (última peça de Laura Alves) - Teatro Monumental
- Festa no Parque” - Parque Mayer - com José Viana, Camacho Costa e Carlos Areia
- “Cá estão eles” - teatro Laura Alves - Ivone Silva e Camilo de Oliveira [Dulce recebe o troféu Nova Gente para melhor actriz do ano]
- “Piaf” - casino Estoril
- “Ai Cavaquinho” - teatro ABC